# Lewis Jacob Marcus
Lewis Jacob Marcus (* 15. Oktober 1809 in Rehna; † 7. Oktober 1881 in Manchester, England) war ein deutscher Rechtsanwalt, Parlamentsabgeordneter und Ehrenbürger von Schwerin.

## Leben
Lewis Jacob Marcus wurde als zweites Kind und erster Sohn des Kaufmanns Jacob H. Marcus und dessen Frau Juli geb. Levi in der Kleinstadt Rehna in Mecklenburg geboren. Er studierte Rechtswissenschaften an der Universität Jena und ab Mai 1831 an der Universität Rostock.
Obwohl die Ständeversammlung auf dem Landtag in Schwerin 1832 die Zulassung von Juden zur Advokatur abgelehnt hatte, genehmigte der Großherzog die Niederlassung des promovierten Juristen Lewis Jacob Marcus als Advokat in Schwerin.
Marcus entwickelte sich zu einem entschiedenen Wortführer für die Emanzipation und Integration der Juden in Schwerin. 1836 gründete er den Verein zur Beförderung von Handwerkern unter den israelitischen Glaubensgenossen in Mecklenburg. Nachdem im Statut für die allgemeinen kirchlichen Verhältnisse der israelitischen Unterthanen im Großherzogtum Mecklenburg-Schwerin die 1764 herzoglich anerkannte Landjudenschaft als Israelitische Landesgemeinde Mecklenburg-Schwerin rekonstituiert worden war, wählten ihn 1840 die Gemeinden in den Israelitischen Oberrat (Leitung der Landesgemeinde), in dem er zum Vorsitzenden ernannt wurde. Wegen seiner unermüdlichen Anstrengungen wurde er der Gabriel Riesser von Mecklenburg genannt.
Im Jahr 1848 wurde Marcus zum Abgeordneten für die mecklenburgische Abgeordnetenversammlung gewählt, deren Vizepräsident er wurde. Dann wurde er für die Frankfurter Nationalversammlung in der Paulskirche in Frankfurt am Main als Ersatzmann für den gewählten Schweriner Abgeordneten aufgestellt. Im gleichen Jahr wurde er Redakteur des Mecklenburgischen Landtagsboten.
Mit der Übertragung des Bürgerrechts an die jüdischen Einwohner 1849 wurde Marcus der erste jüdische Abgeordnete im Mecklenburger Parlament (Bürgerrepräsentant) und ab 1859 stellvertretender Vorsitzender im Bürgerausschuss (heute: Stadtverordnetenversammlung) von Schwerin. Beides blieb er bis zu seinem Eintritt in den Ruhestand.
Marcus war Mitglied der ersten konstituierenden mecklenburgischen Abgeordnetenkammer und Mitglied des Verfassungsausschusses zur Ausarbeitung einer „zeitgemäßen“ Verfassung für Mecklenburg-Schwerin, die jedoch mit dem Freienwalder Schiedsspruch wieder aufgehoben wurde.
Im August 1863 nahm er am Deutschen Abgeordnetentag teil, der parallel zum Frankfurter Fürstentag in Frankfurt tagte. Diese dreihundert Mitglieder von Landesparlamenten hielten die Reformakte für nicht weitgehend genug und bekannten sich zur Frankfurter Reichsverfassung von 1849.
Zu seinem Eintritt in den Ruhestand am 8. September 1876 verlieh ihm der Magistrat der Stadt Schwerin das Ehrenbürgerrecht und nannte ihn einen der geachtetsten Bürger dieser Stadt und des Landes, (…) der als Mensch und Bürger sich das Vertrauen, die Achtung und den Dank der Einwohner und des Magistrats verdient hat.
Nach seinem Ruhestand übersiedelte Marcus zu seinen Töchtern nach England, wo er am 7. Oktober 1881 in Manchester starb.